# 원소전
원소전(袁小田, Yuen Siu-tien, 1912년 11월 27일 ~ 1980년 12월 17일)은 영국령 홍콩의 배우, 영화배우, 텔레비전 배우이다.

## 영화
- 귀마천사 (1983년)
- 조주소한 (1982년)
- 주선십팔질 (1979년)
- 취협소걸아 (1979년) - 팔선 취권의 창시자, 소걸아 역
- 불장라한권 (1979년)
- 남북취권 (1979년) - 소화자 역
- 소림사-인자무적 (1979년)
- 중화장부 (1978년)
- 괴권사부 (1978년)
- 사형도수 (1978년) - 사권의 고수, 백장천 역
- 취권 (1978년) - 팔선 취권의 창시자, 소화자 역
- 소림36방 (1978년)
- 홍권여영춘 (1974년)
- 조수괴초 (1971년)
- 독룡담 (1969년)
- 황비홍전 - 2부 (1949년)
- 황비홍전 - 1부 (1949년)